# Chassiecq
Chassiecq ist ein Ort und eine Gemeinde mit 148 Einwohnern (Stand 1. Januar 2022) im westfranzösischen Département Charente in der Region Nouvelle-Aquitaine. Die Gemeinde besteht aus mehreren Weilern (hameaux) und Einzelgehöften.

## Lage
Der Ort Chassiecq liegt in einer Höhe von etwa 160 m ü. d. M. im Norden des Départements Charente in der alten Kulturlandschaft des Angoumois, einem Teil der Landschaft der Charente. Der Ort ist etwa 51 km (Fahrtstrecke) in nordöstlicher Richtung von der Stadt Angoulême beziehungsweise rund 80 km in südlicher Richtung von Poitiers entfernt.

## Bevölkerungsentwicklung
| Jahr      | 1800 | 1851 | 1901 | 1954 | 1999 | 2013 |
| Einwohner | 554  | 642  | 505  | 314  | 168  | 169  |

Der Rückgang der Bevölkerungszahlen seit dem ausgehenden 19. Jahrhundert ist im Wesentlichen auf den Verlust an Arbeitsplätzen infolge der Reblauskrise im Weinbau und der zunehmenden Mechanisierung der Landwirtschaft zurückzuführen.

## Wirtschaft
Der Ort und seine Umgebung waren jahrhundertelang landwirtschaftlich geprägt; die meisten Menschen lebten als Selbstversorger; im Ort selbst bildeten sich verschiedene Handwerks- und Dienstleistungsberufe heraus. Im ausgehenden Mittelalter und in der frühen Neuzeit wurde der Weinbau vorangetrieben, der jedoch – nach der Reblauskrise im ausgehenden 19. und beginnenden 20. Jahrhundert – nahezu eingestellt wurde. Seit den 1960er Jahren spielt der Tourismus in Form der Vermietung von Ferienwohnungen (gîtes) eine nicht unbedeutende Rolle im Wirtschaftsleben der Gemeinde.

## Geschichte
Beim Weiler Biarge wurde ein bronzezeitliches Depot mit mehreren polierten Steinäxten entdeckt, das heute im Musée d’Angoulême gezeigt wird. Das ehemals zur Baronie von Champagne-Mouton und somit zur historischen Provinz des Poitou gehörende Gebiet bestand bis zur Französischen Revolution aus zwei eigenständigen Pfarreien: Chassiecq und Biarge. Seit dem 14. Jahrhundert gehörten beide mit kurzen Unterbrechungen zum Herrschaftsbereich der mächtigen Familie La Rochefoucauld, deren Mitglieder sich vor Beginn der Hugenottenkriege (1562–1598) dem Protestantismus zuwandten. Im Verlauf der Französischen Revolution wurde das Gemeindegebiet neugeordnet und dem Département Charente zugeschlagen.

## Sehenswürdigkeiten

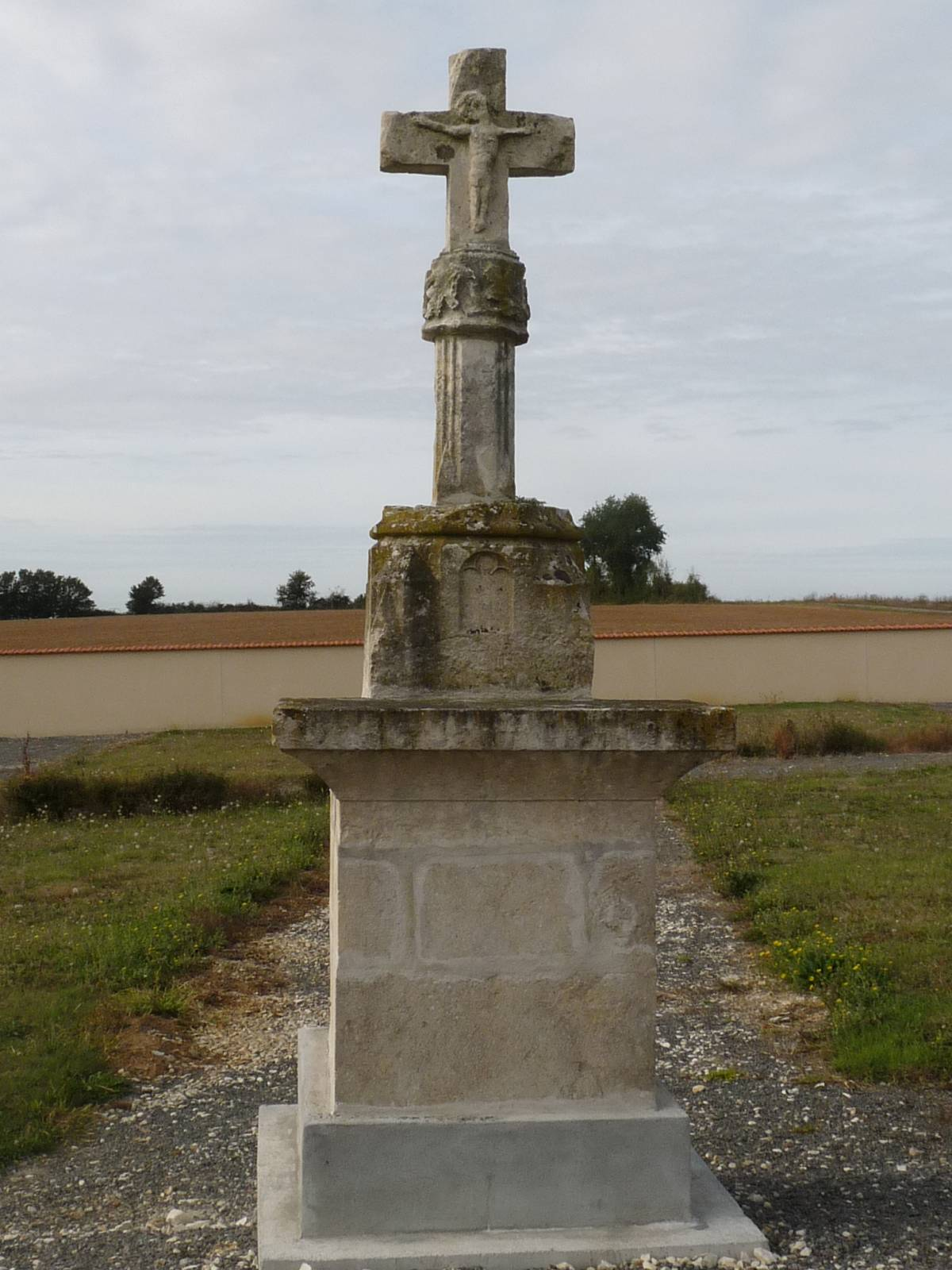
Friedhofskreuz (calvaire)

- Die zumeist aus Bruchsteinen gemauerte romanische Pfarrkirche Saint-Claud oder Saint-Jacques-le-Majeur entstand im 12. Jahrhundert; sie wurde jedoch nachfolgend leicht verändert – so entstanden die seitlichen Strebepfeiler und wahrscheinlich auch der wehrhaft wirkende Turm über der flachschließenden Apsis erst im 15. Jahrhundert; letzterer wurde im 19. Jahrhundert grundlegend restauriert. Die weitgehend schmucklose Fassade zeigt ein beinahe regelmäßiges Mauerwerk; die Portalzone schließt nach oben mit einem Konsolenfries ab, zwischen dessen teilweise figürlich gestalteten Konsolen kleine Segmentbögen gespannt sind, die für die Zeit durchaus ungewöhnlich sind. Da sich die Wände des Kirchenschiffs wegen des Gewölbeschubs nach außen geneigt hatten, stürzte das ehemals vorhandene Tonnengewölbe zu einem unbestimmten Zeitpunkt ein und wurde durch einen offenen Dachstuhl ersetzt; lediglich der Bereich der Apsis ist heute noch eingewölbt. Die Kirche wurde im Jahr 2004 in die Inventarliste der Monuments historiques aufgenommen.[1]
- Auf einem restaurierten Sockel im Bereich des ehemaligen Friedhofs des Ortes steht ein steinernes Calvaire aus dem 15. Jahrhundert, welches im Jahr 2004 ebenfalls in die Inventarliste der Monuments historiques aufgenommen wurde.[2]